# Тавена
Тавѐна (на италиански: Tavenna) е село и община в Южна Италия, провинция Кампобасо, регион Молизе. Разположено е на 550 m надморска височина. Населението на общината е 827 души (към 2010 г.).